# 300 (filme)
300 é um filme de fantasia e guerra norte-americano de 2007, co-escrito e dirigido por Zack Snyder. É baseado na série de quadrinhos homônima de Frank Miller e Lynn Varley, publicada pela Dark Horse Comics em 1998. Ambos são releituras fictícias da Batalha de Termópilas durante as Guerras Persas. Miller serviu como produtor executivo e consultor do filme. Grande parte de 300 foi filmada com uma técnica de chroma key em superposição, para ajudar a replicar as imagens da história em quadrinhos original.
O enredo gira em torno do Rei Leónidas (Gerard Butler), que lidera 300 espartanos na batalha contra o "deus-rei" Xerxes I (Rodrigo Santoro) da Pérsia e o seu exército invasor com mais de 30 mil soldados. Enquanto a batalha acontece, a Rainha Gorgo (Lena Headey) tenta encontrar apoio para o seu marido em Esparta. A história é contada por um narrador, o guerreiro espartano Dilios (David Wenham). Através desta técnica de narrativa, algumas criaturas fantásticas foram acrescentadas, colocando 300 dentro do género da fantasia histórica. Os eventos são revelados como uma história contada por Dilos, o único dos 300 espartanos a sobreviver à batalha.
300 foi lançado em cinemas convencionais e IMAX nos Estados Unidos em 9 de março de 2007 e em DVD, Blu-ray e HD DVD em 31 de julho de 2007. O filme recebeu críticas mistas, recebendo aclamação por seu visual e estilo original, mas criticado por privilegiar mais os visuais que a caracterização e pela descrição que faz dos antigos persas no Irão, uma caracterização que alguns consideraram racista; no entanto, o filme foi um enorme sucesso de bilheteira, arrecadando mais de US$ 450 milhões. Uma sequência, intitulada 300: Rise of an Empire, que se baseia na graphic novel não publicada de Miller, Xerxes, foi lançada em 7 de março de 2014.

## Enredo
Em 480 a. C., um ano após a Batalha das Termópilas, Dilios, um hoplita do exército espartano, conta sua história descrevendo a vida de Leônidas I desde a infância até a realeza por meio da doutrina espartana. A história de Dilios continua com um mensageiro persa chegando aos portões de Esparta exigindo "terra e água" como símbolo de submissão ao rei Xerxes; os espartanos respondem jogando o mensageiro e sua cavalaria em um poço sem fundo. Leônidas então visita os Éforos, propondo uma estratégia para repelir os Persas, que são numericamente superiores, através das Termópilas: seu plano envolve a construção de um muro para afunilar os persas em uma passagem estreita entre as rochas e o mar, anulando a ampla vantagem numérica dos inimigos e dando à infantaria pesada dos gregos a vantagem sobre as vastas ondas de infantaria leve dos persas. Os Éforos consultam o Oráculo, que decreta que Esparta não pode entrar em guerra por conta das festividades da Carneia. Depois que Leônidas vai embora furiosamente, um agente de Xerxes aparece para os Éforos, recompensando-os com moedas de ouro por seu apoio secreto.
Embora os Éforos tenham negado ao rei permissão para mobilizar o exército de Esparta, Leônidas reúne trezentos de seus melhores soldados disfarçados de guarda-costas pessoal. Eles se juntam ao longo do caminho por uma força composta por alguns milhares de Arcadianos e outros Gregos. Já nas Termópilas, eles constroem a muralha, usando os corpos dos batedores persas mortos como argamassa. Stelios, um soldado espartano de elite, ordena que um enfurecido emissário persa retorne às suas linhas e advirta Xerxes, após cortar seu braço chicoteador.
Enquanto isso, Leônidas encontra Efialtes, um espartano deformado cujos pais fugiram de Esparta para poupá-lo de seu infanticídio certo. Efialtes pede para resgatar o nome de seu pai juntando-se ao exército de Leônidas, avisando-o sobre um caminho secreto que os persas poderiam usar para flanquear e cercar os espartanos. Embora simpático, Leônidas o rejeita, pois sua deformidade o impede fisicamente de segurar seu escudo alto o suficiente, comprometendo potencialmente a formação da falange, amargurando Efialtes.
A batalha começa logo após a recusa dos espartanos em depor as armas. Usando a estreita passagem de Termópilas e o muro construído por eles a seu favor, bem como suas habilidades de luta superiores, os espartanos conseguem derrotar o avanço dos persas parcialmente. Xerxes aborda pessoalmente Leônidas e oferece-lhe riqueza e poder em troca de sua submissão; Leônidas recusa e zomba da qualidade inferior dos guerreiros fanáticos de Xerxes. Em resposta, Xerxes envia sua guarda de elite, os Imortais; os espartanos, no entanto, os derrotam com poucas perdas, com uma pequena ajuda dos Arcadianos.
No segundo dia, Xerxes envia novas tropas de exércitos da Ásia e outros estados persas, incluindo elefantes de guerra, para esmagar os espartanos, mas sem sucesso. Enquanto isso, o vingativo Efialtes deserta para Xerxes, passando a explanar os planos estratégicos de Leonidas para Xerxes em troca de riqueza, luxo, mulheres e um uniforme persa. Os Arcadianos recuam ao saber da traição de Efialtes, mas os espartanos permanecem. Leônidas ordena que Dilios ferido, mas relutante, volte a Esparta e conte a eles o que aconteceu: um "conto de vitória".
Em Esparta, a Rainha Gorgo tenta persuadir o Conselho Espartano a enviar reforços para ajudar os trezentos soldados de Leônidas. Theron, um político corrupto, afirma que é "dono" do conselho e ameaça a Rainha, que relutantemente se submete às suas exigências sexuais em troca de sua ajuda. No entanto, na reunião do conselho, Theron a desgraça na frente de todos; furiosa, Gorgo saca uma espada de um dos guardas e mata Theron, revelando dentro do manto dele uma bolsa com o ouro de Xerxes. Reconhecendo a traição de Theron, o Conselho concorda unanimemente em enviar reforços para Leônidas. No terceiro dia, os persas, liderados por Efialtes, percorrem o caminho secreto de Termópilas, cercando os espartanos. O general de Xerxes novamente exige sua rendição; Leonidas aparentemente se ajoelha em submissão, permitindo que Stelios salte sobre ele e mate o general. Irritado, Xerxes ordena que suas tropas ataquem. Leônidas atira sua lança em Xerxes, que apenas corta e fere seu rosto. Leônidas e os espartanos restantes lutam até o último homem até que finalmente sucumbem depois de uma chuva de flechas atiradas pelos persas.
Dilios, agora de volta a Esparta, conclui sua história perante o conselho. Inspirados pelo sacrifício de Leônidas, os gregos se mobilizam. Um ano depois, os persas enfrentam um exército de trinta mil gregos livres liderados por uma vanguarda de dez mil espartanos. Depois de um discurso final relembrando os trezentos soldados de Leônidas, Dilios, agora chefe do Exército Espartano, os leva à batalha contra os persas pelos campos para lutar na Batalha de Plateias, um evento histórico em que as forças gregas derrotaram a invasão persa em 479 a. C.

## Elenco
- Gerard Butler como Rei Leónidas, Rei de Esparta.
- Rodrigo Santoro como Xerxes I, o poderoso e implacável rei supremo de Pérsia.
- David Wenham como Dilios, narrador da história e soldado espartano.
- Lena Headey como Rainha Gorgo, Rainha de Esparta (Gorgo tem um papel maior no filme do que na história em quadrinhos, onde ela só aparece no começo).
- Giovani Cimmino como Plistarco: filho de Leónidas e Gorgo; idolatra seu pai (Pleistarchus não aparece na história em quadrinhos).
- Dominic West como Theron, um político espartano corrupto fictício (Theron não aparece na história em quadrinhos).
- Vincent Regan como Capitão Artemis: Leal capitão e amigo de Leónidas.
- Tom Wisdom como Astinos: O filho mais velho do capitão Artemis. No filme, Astinos tem uma presença constante até ele morrer. No quadrinho, Astinos é mencionado apenas quando ele morre.
- Andrew Pleavin como Daxos, um líder arcadiano que se une à Leónidas.
- Andrew Tiernan como Ephialtes, um despedido espartano e traidor espartano deformado.
- Stephen McHattie como O Legalista, um leal político espartano.
- Michael Fassbender como Stellios, um soldado espartano, espirituoso e altamente qualificado.
- Peter Mensah como um mensageiro persa que é jogado ao poço por Leónidas.
- Kelly Craig como Pítia, um Oráculo para os Éforos.
- Robert Maillet como Uber Imortal, um gigante muscular e perturbado que luta contra Leónidas durante a luta imortal
- Patrick Sabongui como General Persa

## Produção

Acima: a versão cinematográfica de um painel da graphic novel (abaixo) a qual o filme foi baseado

O produtor Gianni Nunnari não era o único cineasta que estava planejando um filme sobre a Batalha das Termópilas: o diretor Michael Mann já tinha planos de um filme da batalha baseado no livro Gates of Fire. Nunnari descobriu a história em quadrinhos 300 de Frank Miller, que o impressionou o suficiente para adquirir os direitos cinematográficos. 300 foi produzido em conjunto por Nunnari e Mark Canton, enquanto Michael B. Gordon escreveu o roteiro. O diretor Zack Snyder foi contratado em junho de 2004 porque havia tentado fazer um filme baseado no romance de Miller antes de fazer sua estreia em Dawn of the Dead naquele mesmo ano. Snyder então fez com que o roteirista Kurt Johnstad reescrevesse o roteiro de Gordon para a produção, com Frank Miller sendo contratado como consultor e produtor executivo. A história em quadrinhos original de Frank Miller, 300, foi inspirada no filme The 300 Spartans (1962), que Miller viu pela primeira vez aos seis anos.
O filme é uma adaptação plano-a-plano da história em quadrinhos, semelhante à adaptação cinematográfica de Sin City. Snyder fotocopiou painéis da história em quadrinhos original, a partir dos quais planejou as tomadas anteriores e posteriores. "Foi um processo divertido para mim... ter um quadro como meta a atingir", disse ele. Assim como a história em quadrinhos, a adaptação também utilizou o personagem Dilios como narrador. Snyder usou essa técnica narrativa para mostrar ao público o surreal "mundo de Frank Miller" a partir de uma perspectiva subjetiva. Usando o dom de contar histórias de Dilios, ele foi capaz de introduzir elementos de fantasia no filme, explicando que "Dilios é um cara que sabe como não destruir uma boa história com a verdade". Snyder também adicionou a subtrama em que a Rainha Gorgo tenta reunir apoio para seu marido.

Foram utilizadas técnicas de chroma key sob um fundo azul para as filmagens de 300.

Foram necessários dois meses de pré-produção para criar centenas de escudos, lanças e espadas, alguns dos quais foram reciclados de Troia e Alexander. As criaturas foram desenhadas por Jordu Schell, que se juntaram a um lobo e treze cavalos animatrônicos que foram criados. Os atores treinaram ao lado dos dublês e até Snyder se juntou a eles. Mais de seiscentos figurinos foram criados para o filme, além de extensas próteses para vários personagens e cadáveres de soldados persas. Shaun Smith e Mark Rappaport trabalharam lado a lado com Snyder na pré-produção para projetar a aparência dos personagens individuais e produzir os efeitos de maquiagem protética, adereços, armas e corpos fictícios necessários para a produção.
300 entrou em produção ativa em 17 de outubro de 2005, em Montreal, e foi filmado ao longo de sessenta dias em ordem cronológica com um orçamento inicial de cerca de US$ 60 milhões. Empregando a técnica de backlot digital, Snyder filmou o filme no agora extinto Icestorm Studios em Montreal usando telas azuis. Butler disse que embora não se sentisse constrangido pela direção de Snyder, a fidelidade ao cômico impôs certas limitações em sua atuação. Wenham disse que houve momentos em que Snyder queria capturar com precisão momentos icônicos dos quadrinhos e outros momentos em que deu liberdade aos atores "para explorar o mundo e os limites que foram estabelecidos". Headey disse sobre sua experiência com as telas azuis: "É muito estranho e emocionalmente, não há nada para se conectar além de outro ator". Apenas uma cena, na qual os cavalos viajam pelo campo, foi filmada ao ar livre. O filme foi uma produção que exigiu certa intensamente física, com Butler distendendo um tendão do braço após uma queda.
A pós-produção foi realizada pela Meteor Studios, localizada em Montreal, com a Hybride Technologies preenchendo as filmagens em tela azul com mais de 1.500 tomadas de efeitos visuais. O supervisor de efeitos visuais Chris Watts e o desenhista de produção Jim Bissell criaram um processo chamado "The Crush", que permitia aos artistas do Meteor manipular as cores aumentando o contraste de claro e escuro. Certas sequências foram desaturadas e coloridas para estabelecer diferentes humores. Ghislain St-Pierre, que liderou a equipe de artistas, descreveu o efeito: "Tudo parece realista, mas tem uma espécie de sensação ilustrativa corajosa". Vários programas de computador, incluindo Maya, RenderMan e RealFlow, foram usados para criar o "sangue pulverizado". A pós-produção durou um ano e foi realizada por um total de dez empresas de efeitos especiais.

### Trilha sonora
Em julho de 2005, o compositor Tyler Bates começou a trabalhar no filme, descrevendo a trilha sonora como tendo "belos temas no topo e no grande coro", mas "temperada com um peso extremo". O compositor inicialmente havia criado uma trilha para uma cena de teste que o diretor queria mostrar à Warner Bros. para ilustrar o caminho do projeto. Bates disse que a trilha tinha "muito peso e intensidade nos graves da percussão", o que Snyder achou agradável para o filme. A partitura foi gravada no Abbey Road Studios e apresenta os vocais da cantora iraniana Azam Ali. Uma edição padrão e uma edição especial da trilha sonora contendo 25 faixas foi lançada em 6 de março de 2007, com a edição especial contendo um livreto de dezesseis páginas e três cromos dupla face.
A trilha sonora causou alguma controvérsia na comunidade de compositores de filmes, recebendo críticas por sua notável semelhança com várias outras trilhas sonoras recentes, incluindo o trabalho de James Horner e Gabriel Yared para o filme Troia. Algum relataram que as semelhanças mais sentidas são da trilha de Elliot Goldenthal para o filme de 1999 Titus. A faixa "Remember Us", de 300, é idêntica em partes a "Finale" e "Returns a King" (de Titus). Em 3 de agosto de 2007, a Warner Bros. Pictures emitiu uma nota oficial: "algumas das faixas musicais para a trilha sonora de 300 foram, sem nosso conhecimento ou participação, derivadas da música composta pelo compositor vencedor do Oscar Elliot Goldenthal para o filme Titus. A Warner Bros. Pictures tem grande respeito por Elliot, nosso colaborador de longa data, e está satisfeita por ter resolvido amigavelmente este assunto".

## Marketing
O site oficial de 300 foi lançado pela Warner Bros. em dezembro de 2005. A "arte conceitual" e o blog de produção de Zack Snyder foram os atrativos iniciais do site. Mais tarde, o site adicionou diários em vídeo descrevendo detalhes da produção, incluindo cenas em quadrinhos para a tela e os esboços das criaturas de 300. Em janeiro de 2007, o estúdio lançou uma página no MySpace para o filme.
Na San Diego Comic-Con em julho de 2006, foi exibido um teaser trailer promocional do filme, que foi recebido positivamente. Apesar da segurança rigorosa, o trailer vazou posteriormente na Internet. A Warner Bros. lançou o trailer oficial de 300 em 4 de outubro de 2006 e mais tarde estreou no Apple.com, onde recebeu exposição considerável. A música de fundo usada nos trailers foi "Just Like You Imagined" da banda de rock instrumental Nine Inch Nails. Um segundo trailer de 300, que foi anexado ao filme Apocalypto, foi lançado nos cinemas em 8 de dezembro de 2006. Em 22 de janeiro de 2007, um trailer exclusivo do filme foi transmitido no horário nobre da televisão estadunidense. Os trailers foram posteriormente creditados por despertar o interesse do filme no público e contribuir para seu sucesso de bilheteria.
Em abril de 2006, a Warner Bros. Interactive Entertainment anunciou sua intenção de fazer um jogo baseado no filme para PlayStation Portable, 300: March to Glory. A Collision Studios trabalhou com a Warner Bros. para capturar o estilo do filme no videogame, que foi lançado simultaneamente com o filme nos Estados Unidos. A National Entertainment Collectibles Association produziu uma série de figuras de ação baseadas no filme, bem como réplicas de armas e armaduras.
A Warner Bros. promoveu 300 patrocinando o campeão meio-pesado do UFC Chuck Liddell, que fez aparições pessoais e participou de outras atividades promocionais. O estúdio também se juntou à National Hockey League para produzir um comercial de TV de trinta segundos promovendo o filme em conjunto com os playoffs da Copa Stanley.

## Lançamento

### Teatral
Em agosto de 2006, a Warner Bros. anunciou a data de lançamento de 300 para 16 de março de 2007; mas em outubro o lançamento foi adiantado para 9 de março de 2007. Uma versão inacabada de 300 foi exibida no Butt-Numb-A-Thon Film Festival em 9 de dezembro de 2006.

### Mídia doméstica
300 foi lançado em DVD, Blu-ray Disc e HD DVD em 31 de julho de 2007, nos territórios da região 1, em edições de disco único e de dois discos. 300 foi lançado em edições de disco único e steelcase de dois discos em DVD e HD DVD nos territórios da região 2 a partir de agosto de 2007.
Em 21 de julho de 2009, a Warner Bros. lançou um novo disco Blu-ray intitulado "300: The Complete Experience" para coincidir com o lançamento do disco Blu-ray de Watchmen. Este novo disco Blu-ray veio em um digibook de quarenta páginas e inclui todos os extras do primeiro lançamento em home video, bem como alguns novos. Um dos novos bônus é um recurso picture-in-picture intitulado "The Complete 300: A Comprehensive Immersion", que permite ao espectador ver o filme em três perspectivas diferentes. Esta versão também inclui uma cópia digital.
Uma edição Ultra HD Blu-ray do filme foi lançada em 6 de outubro de 2020.

### Televisão
Em 9 de julho de 2007, o canal de TV a cabo americano TNT comprou os direitos de transmissão do filme da Warner Bros, ficando com os direitos televisivos do filme no país por três anos.
No Brasil, os direitos de 300 foram adquiridos pelo SBT, que exibiu o filme de maneira inédita na televisão aberta em 18 de agosto de 2009 dentro do programa Cine Espetacular. Os direitos de 300 foram garantidos graças a um contrato de longa data que emissora possuía na época com a Warner Bros., distribuidora do filme.

## Recepção

### Desempenho comercial
O filme estreou em 7 de março de 2007 em Esparta, Grécia, recebendo um lançamento amplo para todo o país no dia seguinte. Os executivos da Warner ficaram surpresos com a exibição, que atingiu o dobro de espectadores que eles esperavam. Eles creditaram a violência estilizada do filme, o forte papel feminino da Rainha Gorgo (que atraiu um grande número de mulheres nos cinemas) e uma forte campanha publicitária no MySpace para o sucesso do filme no país; o produtor Mark Canton declarou: "O MySpace teve um impacto enorme, mas transcendeu as limitações da Internet ou da história em quadrinhos. Uma vez que você faz um grande filme, a notícia pode se espalhar muito rapidamente".
300 foi lançado na América do Norte em 9 de março de 2007, tanto em cinemas convencionais quanto IMAX. O filme arrecadou US$ 28.106.731 no dia de estreia e encerrou o fim de semana de estreia na América do Norte com US$ 70.885.301, quebrando o recorde de Ice Age: The Meltdown de maior fim de semana de abertura no mês de março e para um lançamento na primavera. Desde então, o recorde de lançamento na primavera de 300 foi quebrado por Fast & Furious e o recorde de março foi quebrado por Alice no País das Maravilhas de Tim Burton. Foi a terceira maior estreia de um filme classificado com a censura "R" da MPAA de todos os tempos, atrás de Matrix Reloaded (US$ 91,8 milhões) e A Paixão de Cristo (US$ 83,8 milhões). O filme também estabeleceu um recorde de arrecadação para os cinemas IMAX com um fim de semana de estreia de US$ 3,6 milhões. O filme encerrou seu circuito nos cinemas arrecadando US$ 210.614.939 na América do Norte e US$ 245.453.242 internacionalmente, perfazendo um total mundial de US$ 456.068.181, tornando-se um sucesso comercial.

### Resposta da crítica
O filme foi aplaudido de pé em sua estreia mundial para 1.700 espectadores no Festival Internacional de Cinema de Berlim em 14 de fevereiro de 2007. No entanto, foi criticado em uma exibição para a imprensa horas antes, onde muitos participantes saíram durante a exibição e aqueles que permaneceram vaiaram o filme no final.
Segundo dados de janeiro de 2021, o agregador de resenhas cinematográficas online Rotten Tomatoes dava ao filme um índice de aprovação de 61% com base em 236 críticas, com nota média de 6,10/10; o consenso crítico do site dizia: "Uma experiência simplória, mas visualmente emocionante, cheia de sangue, violência e citações de filmes prontas". Em outubro de 2020, no Metacritic, 300 tinha uma pontuação média ponderada de 52/100, com base em 42 críticas, indicando "críticas mistas ou médias". O público consultado pelo CinemaScore deu ao filme uma nota média "A−" em uma escala de "A+" a "F".
Algumas das críticas mais desfavoráveis vieram dos principais jornais americanos. O crítico de cinema A. O. Scott, do The New York Times, descreveu 300 como "quase tão violento quanto Apocalypto e duas vezes mais estúpido", enquanto critica seu esquema de cores e sugere que seu enredo inclui tons racistas; Scott também zombou dos corpos polidos dos atores que retratavam os espartanos, declarando que os personagens persas são "pioneiros na arte de perfurar o rosto", mas que os espartanos tinham acesso a "clubes de saúde e instalações de eletrólise superiores". Kenneth Turan escreveu para o Los Angeles Times que "a menos que você ame a violência tanto quanto um espartano, Quentin Tarantino ou um adolescente jogador de videogame, você não ficará eternamente fascinado com 300". Roger Ebert deu ao filme uma classificação 2/4, escrevendo: "300 tem caricaturas unidimensionais que falam como lutadores profissionais anunciando sua próxima rivalidade". Alguns críticos de jornais da Grécia se mostraram bastante insatisfeitos, como Robby Eksiel, que disse que os espectadores ficariam deslumbrados com a "ação digital", mas irritados com as "interpretações pomposas e personagens unidimensionais".
Todd McCarthy, da revista Variety, descreveu o filme como "visualmente atraente", embora "bombástico", enquanto Kirk Honeycutt, escrevendo para o The Hollywood Reporter, elogiou a "beleza de sua topografia, cores e formas". Escrevendo para o jornal Chicago Sun-Times, Richard Roeper aclama 300 como "o 'Cidadão Kane' das graphic novels cinematográficas". A Empire deu ao filme três de cinco estrelas, escrevendo: "Visualmente deslumbrante, completamente beligerante e tão raso quanto a piscina infantil de um pigmeu, este é um monte de estilo tingido com apenas um pouquinho de substância". Mark Cronan, crítico de cinema da Comic Book Resources, achou o filme atraente, deixando-o "com uma sensação de poder, por ter testemunhado algo grandioso". Todd Gilchrist da IGN aclamou Zack Snyder como um visionário cinematográfico e "um possível redentor do cinema moderno".

## Controvérsias

### Imprecisões históricas
Na verdadeira Batalha das Termópilas, os espartanos já haviam se aliado a outras pólis gregas contra os persas. Durante o confronto, a invasão da Grécia por Xerxes coincidiu com um festival religioso espartano, a Carneia, no qual os espartanos não tinham permissão para guerrear. Ainda assim, percebendo a ameaça dos persas e não querendo aparecer como simpatizantes persas, o governo espartano, em vez de Leônidas sozinho, decidiu enviar Leônidas com seu guarda-costas pessoal de 300 homens para as Termópilas. Outras pólis gregas juntaram-se aos 300 homens espartanos, totalizando algo entre 5.000 e 6.000 soldados gregos no total. O consenso histórico entre os cronistas antigos e os estudiosos atuais é de que a Batalha das Termópilas resultou numa clara derrota grega, com a invasão persa sendo adiada apenas em batalhas terrestres e navais posteriores.
Como poucos registros sobre as artes marciais reais usadas pelos espartanos sobreviveram além de relatos de formações e táticas, as coreografias de luta do filme, lideradas pelo coordenador de dublês e coreógrafo de luta Damon Caro, foi uma síntese de diferentes artes marciais com técnicas filipinas utilizadas como base.
Paul Cartledge, professor de história grega na Universidade de Cambridge, aconselhou os cineastas sobre a pronúncia dos nomes gregos e disse que eles "fizeram bom uso" de seu trabalho publicado sobre Esparta. Ele elogiou o filme por retratar o "código heróico dos espartanos" e "o papel fundamental desempenhado pelas mulheres em apoiar, na verdade reforçando, o código marcial masculino de honra heróica", mas expressou críticas sobre o "Ocidente" (retratado como bons) em contraste com o "Leste" (retratado como vilões) no filme. Cartledge declarou que, no geral, gostou do filme, mas achou a descrição de Leônidas dos atenienses como "amantes de meninos" irônica, já que os próprios espartanos incorporaram a pederastia institucional em seu sistema educacional.
Ephraim Lytle, professor assistente de história helenística na Universidade de Toronto, disse que 300 idealizou seletivamente a sociedade espartana de uma forma "problemática e perturbadora" e retratou as "cem nações dos persas" como monstros e os gregos não espartanos como fracos. Ele sugeriu que o universo moral do filme teria parecido "tão bizarro para os gregos antigos quanto para os historiadores modernos". Lytle também comentou: "Efialtes, que trai os gregos, é igualmente transformado de um maliano local de corpo são em um pária espartano, um troll grotescamente desfigurado que pelo costume espartano deveria ter sido deixado para morrer ao nascer. Leonidas aponta que suas costas curvadas significam que Efialtes não pode levantar seu escudo alto o suficiente para lutar na falange. Esta é uma defesa transparente e conveniente da eugenia espartana, dado que o infanticídio poderia facilmente ter sido precipitado por uma marca de nascença de mau agouro".
Victor Davis Hanson, um colunista da revista conservadora National Review e ex-professor de história clássica na California State University de Fresno, escreveu o prefácio para uma reedição de 2007 da história em quadrinhos e disse que o filme demonstrou uma afinidade específica com o material original de Heródoto na medida em que capturou o espírito marcial da antiga Esparta e representa as Termópilas como um "choque de civilizações". Ele observou que Simónides, Ésquilo e Heródoto viam as Termópilas como uma batalha contra o "centralismo oriental e a servidão coletiva", que se opunham "à ideia do cidadão livre de uma polis autônoma". Ele também disse que o filme retrata a batalha de uma maneira "surreal" e que a intenção era "entreter e chocar primeiro e depois instruir".
Robert McHenry, ex-editor-chefe da Encyclopædia Britannica e autor de How to Know, disse que o filme "é quase inefavelmente bobo. Trata-se da romantização do 'ideal' espartano, um processo que começou ainda nos tempos antigos, foi promovido pelos romanos e sobreviveu ao longo do tempo, embora cada vez menos se pareça com a verdadeira Esparta histórica".
O diretor Zack Snyder, afirmou em uma entrevista à MTV americana que "os eventos são 90% precisos. Mostrei este filme a historiadores de classe mundial que disseram que é incrível. Eles não podem acreditar que é tão preciso quanto é". No entanto, ele também disse que o filme é "uma ópera, não um documentário. É o que eu digo quando as pessoas dizem que é historicamente impreciso". Snyder também foi citado em uma reportagem da BBC News dizendo que o filme é, em sua essência, "um filme de fantasia"; o diretor também descreve o narrador do filme, Dilios, como "um cara que sabe como não estragar uma boa história com a verdade".
Numa entrevista do escritor da HQ 300 Frank Miller, o mesmo afirmou: "As imprecisões, quase todas elas, são intencionais. Tirei aquelas placas peitorais e saias de couro deles por um motivo. Eu queria que esses caras se mexessem e tivessem uma boa aparência. Eu derrubei bastante seus capacetes, em parte para que você possa reconhecer quem são os personagens. Os espartanos, em trajes completos, eram quase indistinguíveis, exceto de um ângulo muito próximo. Outra liberdade que tomei foi que todos eles tivessem plumas, mas eu apenas dei uma pluma para Leônidas, para destacá-lo e identificá-lo como um rei. Eu estava procurando mais uma evocação do que uma aula de história. O melhor resultado que posso esperar é que se o filme emocionar alguém, eles [os produtores do filme] irão explorar as próprias histórias. Porque as histórias são infinitamente fascinantes".

### Críticas gerais
Antes do lançamento de 300, a Warner Bros. expressou preocupação com os aspectos políticos do tema do filme. Snyder relata que havia "uma enorme sensibilidade sobre Oriente versus Ocidente com o estúdio". A especulação da mídia sobre um possível paralelo entre o conflito greco-persa e os eventos atuais começou em uma entrevista com Snyder realizada antes do Festival de Cinema de Berlim. O entrevistador observou que "todos com certeza traduzirão este [filme] para a política contemporânea"; Snyder respondeu que estava ciente de que as pessoas leriam o filme pelas lentes dos eventos atuais, mas nenhum paralelo entre o filme e o mundo moderno foi planejado.
Fora dos paralelos políticos atuais, alguns críticos levantaram questões mais gerais sobre a orientação ideológica do filme. Kyle Smith, do jornal The New York Post, escreveu que o filme teria agradado "os meninos de Adolf" enquanto Dana Stevens, da revista Slate, comparou 300 ao filme anti-semita Der ewige Jude (feito pela Alemanha Nazista) "como um exemplo clássico de como a fantasia de isca racial e o mito nacionalista pode servir de incitação à guerra total [...]". Roger Moore, um crítico do Orlando Sentinel, relaciona 300 à definição de Susan Sontag de "arte fascista". De fato, o sinal Lambda nos escudos dos espartanos em 300 serviu de inspiração para o símbolo oficial do movimento identitário de extrema direita.
O crítico do Newsday, Gene Seymour, por outro lado, afirmou que tais reações são equivocadas, escrevendo que "o filme é muito idiota para resistir a qualquer teorização ideológica". O próprio diretor Snyder rejeitou as leituras ideológicas, sugerindo que os críticos que criticam "um filme de história em quadrinhos sobre um bando de caras... pisoteando uns aos outros" usando palavras como "neonazistas", "homofóbico", "homoerótico" ou "racista" estão "perdendo o ponto". Snyder, no entanto, também admitiu criar um vilão efeminado especificamente para deixar os jovens heterossexuais na plateia desconfortáveis: "O que é mais assustador para um garoto de vinte anos do que um deus-rei gigante que quer fazer o que quer com você?". O crítico esloveno Slavoj Žižek apontou que a história representa "um pequeno e pobre país (Grécia) invadido pelo exército de um estado muito grande (Pérsia)" e sugeriu que a identificação dos espartanos com uma superpotência moderna é falha.
O escritor Frank Miller disse: "Os espartanos eram um povo paradoxal. Eles eram os maiores proprietários de escravos na Grécia. Mas, ao mesmo tempo, as mulheres espartanas tinham um nível incomum de direitos. É um paradoxo que eles fossem um bando de pessoas que em muitas maneiras eram fascistas, mas eram o baluarte contra a queda da democracia. A comparação mais próxima que você pode fazer em termos de nossas próprias forças armadas hoje é pensar nos espartanos de capa vermelha como sendo nossas forças de operações especiais. Eles são esses personagens quase sobre-humanos com uma tremenda ética guerreira, que foram sem dúvida os melhores lutadores da Grécia. Eu não queria representar Esparta em termos excessivamente precisos, porque, em última análise, quero que você torça pelos espartanos. Eu não poderia mostrar que eles eram tão cruéis quanto eram. Eu os tornei tão cruéis quanto pensei que um público moderno poderia suportar".
Michael M. Chemers, um estudioso das deficiências, disse que o retrato do filme do corcunda e sua história "não é mero capacitismo: isso é anti-incapacidade". Frank Miller, comentando sobre as áreas em que ele diminuiu a crueldade espartana para fins narrativos, disse: "Peço ao rei Leônidas que diga muito gentilmente a Efialtes, o corcunda, que eles não podem usá-lo [como soldado], por causa de sua deformidade. Seria muito mais classicamente espartano se Leônidas risse e o chutasse do penhasco".

### Crítica iraniana

Alguns interpretaram a representação do rei Xerxes (à direita, interpretado por Rodrigo Santoro) como homossexual. Snyder disse sobre Xerxes: "O que é mais assustador para um garoto de 20 anos do que um deus-rei gigante que quer fazer o que quer com você?"

300 atraiu polêmica antes mesmo de estrear nos cinemas por conta de como os Persas foram representados no filme. Funcionários do governo iraniano denunciaram o filme. Algumas cenas do filme retratam criaturas semelhantes a demônios e outras criaturas fictícias como parte do exército persa, além do retrato ficcional do rei persa Xerxes I (interpretado no filme pelo ator brasileiro Rodrigo Santoro) sendo criticado como efeminado. Os críticos sugeriram que estas representações negativas dos Persas serviram para contrastar fortemente com a masculinidade retratada do exército espartano. O jornalista Steve Rea argumentou que os persas do filme eram um veículo para um corte transversal anacrônico dos estereótipos aspiracionais ocidentais das culturas asiática e africana.
A representação dos antigos persas no filme causou uma reação particularmente forte no Irã. Vários políticos iranianos condenaram o filme. A Iranian Academy of the Arts apresentou uma queixa formal contra o filme à UNESCO, que o chamou de um ataque à identidade histórica do Irã. A missão iraniana na ONU protestou contra o filme em um comunicado à imprensa, enquanto as embaixadas iranianas protestaram contra sua exibição na França, Tailândia, Turquia e Uzbequistão. O filme foi banido do Irã sob a justificativa de ser uma "propaganda americana prejudicial". Revisores nos Estados Unidos e em outros lugares "observaram as conotações políticas da história do Ocidente contra o Irã e a maneira como os persas são descritos como decadentes, sexualmente extravagantes e maus em contraste com os nobres gregos". Com versões ilegais do filme já disponíveis em Teerã com o lançamento internacional do filme e notícias do surpreendente sucesso do filme nas bilheterias dos Estados Unidos, 300 gerou indignação generalizada no Irã. A jornalista iraniana-americana Azadeh Moaveni, da revista Time, relatou: "Todo Teerã ficou indignado. Em todos os lugares a que fui ontem, ferveram assuntos que geraram raiva contra o filme". Jornais no Irã estampavam manchetes dizendo "Hollywood declara guerra aos iranianos" e "300 contra 70 milhões", sendo este último fazendo uma referência ao tamanho da população do Irã; o Ayende-No, um jornal iraniano independente, disse: "O filme retrata os iranianos como demônios, sem cultura, sentimento ou humanidade, que não pensam em nada além de atacar outras nações e matar pessoas". Quatro membros iranianos do Parlamento pediram aos países muçulmanos que banissem o filme, enquanto um grupo de cineastas iranianos enviou uma carta de protesto à UNESCO em relação à deturpação do filme sobre a história e a cultura iraniana. O conselheiro cultural do então presidente iraniano Mahmoud Ahmadinejad chamou o filme de "tentativa americana de guerra psicológica contra o Irã".
Moaveni identificou dois fatores que podem ter contribuído para a intensidade da indignação iraniana com o filme. Primeiramente, ela descreveu o momento do lançamento do filme, na véspera de Noruz, que é o ano novo Persa, como "inauspicioso". Em segundo lugar, os iranianos tendem a ver a era retratada no filme como "uma página particularmente nobre em sua história". Moaveni também sugeriu que "o sucesso de bilheteria de 300, em comparação com o fracasso relativo de Alexandre (outro épico de período espúrio que retrata os persas), é motivo de alarme considerável, sinalizando as intenções ameaçadoras dos Estados Unidos".
De acordo com o The Guardian, os críticos iranianos de 300, variando de blogueiros a funcionários do governo, descreveram o filme "como uma tentativa calculada de demonizar o Irã em um momento de intensificação da pressão dos Estados Unidos sobre o programa nuclear do país". Um porta-voz do governo iraniano descreveu o filme como "comportamento hostil que é resultado de uma guerra cultural e psicológica". Moaveni relatou que os iranianos com quem ela interagiu foram "inflexíveis de que o filme foi secretamente financiado pelo governo dos Estados Unidos para preparar os americanos para a guerra contra o Irã".

## Legado

### Cultura popular
O filme foi parodiado diversas vezes em outros filmes para o cinema, além de programas de televisão e outras mídias. A frase "This is Sparta!" ("Isto é Esparta!"), dita por Leônidas, virou um meme da internet. Esquetes humorísticas baseadas no filme foram apresentadas no Saturday Night Live e Robot Chicken, com este último imitando o estilo visual de 300 em uma paródia ambientada durante a Guerra Revolucionária Americana, intitulada "1776". Outras paródias incluem um episódio de South Park chamado "D-Yikes!" e o curta-metragem United 300 que ganhou o MTV Movie Spoof Award de 2007.
Em 2008, a 20th Century Fox lançou o filme Meet the Spartans, uma paródia dirigida por Jason Friedberg e Aaron Seltzer. A Warner Bros. planejou uma paródia semelhante: "National Lampoon's 301: The Legend of Awesomest Maximus Wallace Leonidas", que seria pertencente à série de filmes National Lampoon's Vacation; no entanto a ideia jamais saiu do papel. A série de animação Samurai Jack, de Genndy Tartakovsky, também prestou uma homenagem à Batalha das Termópilas no 12º episódio de sua segunda temporada usando minotauros-robôs como os antagonistas.
As várias falas concisas dos personagens de 300 foram "adotadas" pelas equipes atléticas da Universidade Estadual de Michigan (cujo apelido é "Spartans"), a qual adotaram gritos como "Espartanos, qual é a sua profissão?", o que se tornou bastante comum em eventos esportivos após o lançamento do filme. O então técnico do time do Michigan State Spartans men's basketball, Tom Izzo, foi visto vestido de Leonidas em um evento estudantil. Nate Ebner, um jogador de futebol americano do time do New England Patriots da National Football League foi apelidado de "Leonidas" em homenagem ao rei guerreiro grego herói de Esparta interpretado por Gerard Butler no filme 300, por causa de seu intenso regime de exercícios e de sua barba.

### Sequência
Em junho de 2008, os produtores Mark Canton, Gianni Nunnari e Bernie Goldmann revelaram que o trabalho para uma continuação de 300 havia começado. A Legendary Pictures anunciou que Frank Miller começou a escrever a história em quadrinhos seguinte com Zack Snyder estando interessado em dirigir a adaptação desta enquanto ele estava a desenvolvendo e dirigindo o reboot de Superman, Man of Steel. Após um tempo, ficou decidido que Noam Murro iria ficar na direção, enquanto Snyder atuaria como produtor. 300: Rise of an Empire focou no almirante ateniense, Temístocles, interpretado pelo ator australiano Sullivan Stapleton. Lançado em 7 de março de 2014, o filme arrecadou US$ 337 milhões em todo o mundo contra um orçamento de US$ 110 milhões, recebendo críticas mistas.